# Shiyuan (86-80 av. J.-C.)
Pour les articles homonymes, voir Shiyuan.
L'ère Shiyuan, ou Che-yuan (86-août 80 av. J.-C.) (chinois : 始元 ; pinyin : Shǐyuán ; litt. « Début ») est la première ère chinoise de l'empereur Zhaodi de la dynastie Han.
Au huitième mois de la septième année de Shiyuan (septembre 80 av. J.-C.), l'empereur Zhaodi proclama l'ère Yuanfeng.

## Chronique

### 2deannée(85av. J.-C.)
- ouverture du congrès sur le sel et le fer

### 5eannée(82av. J.-C.)
- Cheng Fanshui essaie de se faire passer pour le prince Liu Ju (en) et demande à faire valoir ses droits au trône. Il est arrêté et exécuté.

### 6eannée(81av. J.-C.)
- abolition du monopole d'état sur le sel et le fer.

| Shiyuan                | 1re année    | 2de année    | 3e année     | 4e année     | 5e année     | 6e année     | 7e année     |
| ---------------------- | ------------ | ------------ | ------------ | ------------ | ------------ | ------------ | ------------ |
| Calendrier julien      | 86 av. J.-C. | 85 av. J.-C. | 84 av. J.-C. | 83 av. J.-C. | 82 av. J.-C. | 81 av. J.-C. | 80 av. J.-C. |
| Calendrier sexagésimal | Yiwei        | Bingshen     | Dingyou      | Wuxu (de)    | Jihai        | Gengzi (de)  | Xinchou (de) |